# Nothando Dube
Nothando Dube, besser bekannt als Inkhosikati LaDube, (* 6. Februar 1988; † 8. März 2019 in Südafrika) war als zwölfte Ehefrau von König Mswati III. Mitglied des Hauses Dlamini und eine der Königinnen von Eswatini.

## Leben
Nothando Dube war eine ehemalige Miss Teen Swaziland. Sie besuchte die Mater Dolorosa High School und lernte Mswati III., den König von Eswatini, im Jahr 2004 auf einer Geburtstagsfeier kennen, die er für eines seiner Kinder veranstaltete. Er wählte sie als seine neue Braut während eines Tanzes. Im Jahr 2005 heiratete sie Mswati III. und wurde im Alter von 16 Jahren seine zwölfte Frau. Sie brachte drei Kinder zur Welt. 2010 hatte sie eine Affäre mit Justizminister Ndumiso Mamba, für die sie Berichten zufolge unter Hausarrest gestellt wurde. Sie beschwerte sich über Misshandlungen und Folter durch die Wachen des Königs. Nach einem Jahr unter Hausarrest wurde sie aus dem königlichen Haushalt verbannt und daran gehindert, ihre Kinder zu sehen. Dube starb am 8. März 2019 im Alter von 31 Jahren in einem Krankenhaus in Südafrika an Hautkrebs. Ihr Tod wurde offiziell von Gouverneur Lusendvo Fakudze über den Eswatini Broadcasting and Information Service bekannt gegeben. Sie wurde am 11. März 2019 beigesetzt.